# 穆沙尔站
穆沙尔站是法国东部的一个铁路车站，位于法国东部市镇穆沙尔。

## 位置

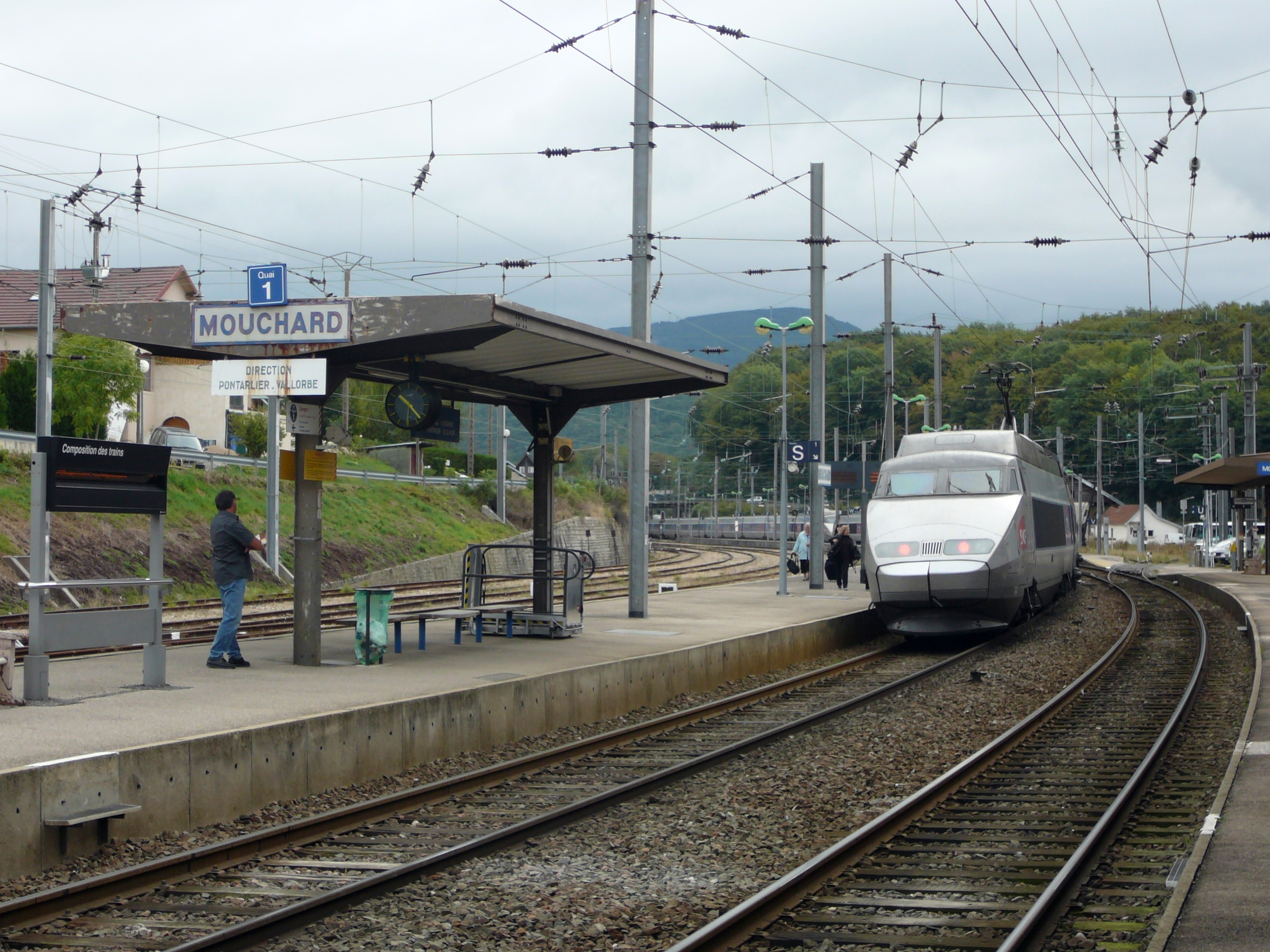
穆沙尔站（北侧站场）

穆沙尔站位于穆沙尔市区的北部。车站内的线路大致呈"人"字形，其中西北侧为巴黎、第戎方向；东侧为瑞士方向；南侧为隆斯勒索涅和里昂方向。三个方向均已完成电气化，且前往西北方向的铁路为复线铁路。因为这个"人"字形的线路，穆沙尔站也大致呈一个三角形，其车站分为两个部分：其中北侧供前往蓬塔尔列站方向的列车停靠；南侧则供前往隆斯勒索涅站方向的列车停靠。这样算下来，穆沙尔站实际上有四个站台，其中最北侧的为岛式站台，其余的为侧式，因此该站共有5个车道。而穆沙尔站的站房则位于"人"字形的夹角之中，靠近北侧，乘客及车辆仅可从东侧进出。

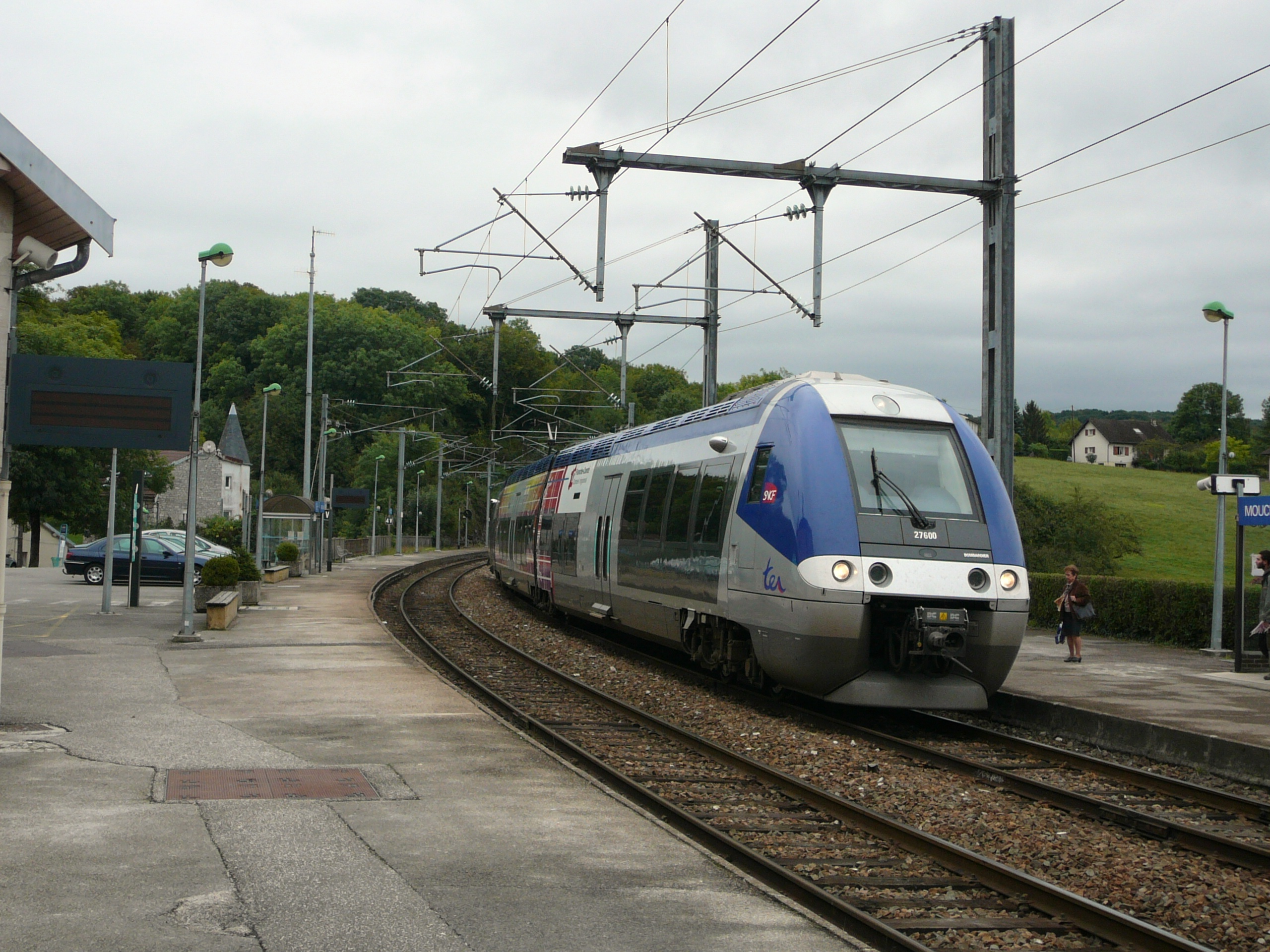
穆沙尔站（南侧站场）

类似这种"人"字形布局的铁路车站，在法国还有多处，比如拉米站、菲雅克站、贝勒加尔德站等。

## 停靠线路
以下列车线路在穆沙尔站停靠：
| 穆沙尔站列车线路表                         |           |            |          |              |
| 线路                                       | 车种      | 上一站     | 下一站   | 大致运行频率 |
| 巴黎—洛桑                                  | TGV Lyria | 多勒       | 弗拉讷   | 每天1~2趟    |
| 多勒—蓬塔列                                | TER       | 阿克和瑟南 | 昂德洛   | 每天3趟左右  |
| 贝桑松/多勒—圣克洛德                       | TER       | 阿克和瑟南 | 安德洛   | 每天2~3趟    |
| 贝桑松/多勒—穆沙尔                         | TER       | 阿克和瑟南 | （终点） | 每天2~4趟    |
| 贝尔福/贝桑松—隆斯勒索涅/里昂帕丢/佩拉什   | TER       | 阿克和瑟南 | 阿尔布瓦 | 每天7~11趟   |
| 贝尔福/贝桑松—布雷斯地区布尔格（布雷斯堡） | TER       | 阿克和瑟南 | 阿尔布瓦 | 每天1趟      |
| 1. 2.                                      |           |            |          |              |

## 配套交通

### 城际客运
| 停靠穆沙尔站的大巴车 |          |                                                                                             |
| 上下车地点           | 运营单位 | 主要目的地                                                                                  |
| 穆沙尔站前方         | SNCF     | 隆斯勒索涅、萨兰莱班 （当某条铁路线施工或罢工时，SNCF可能会提供途径该线路沿途站点的大巴车） |
| 1. 2.                |          |                                                                                             |

### 市内交通
穆沙尔站附近暂无常规公交线路。

## 临近车站
| 穆沙尔站（Gare de Mouchard）       |                      |                    |
| 上行车站                           | 线路                 | 下行车站           |
| 阿克和瑟南站 7.4km ←               | 第戎－瓦洛尔布铁路   | 昂德洛站 → 24.2km  |
| （起点）                           | 穆沙尔－布雷斯堡铁路 | 阿尔布瓦站 → 8.8km |
| - 注：本表仅显示运营中的线路及车站 |                      |                    |